# Mathis Castro-Ferreira
Pour les articles homonymes, voir Castro et Ferreira.
Pas d'image ? Cliquez ici

a Compétitions nationales et continentales officielles uniquement.

b Matchs officiels uniquement.
Dernière mise à jour le 8 décembre 2024.
Mathis Castro-Ferreira, né le 13 janvier 2004 à Lourdes (Hautes-Pyrénées), est un joueur français de rugby à XV jouant aux postes de troisième ligne centre ou troisième ligne aile au Stade toulousain en Top 14.
Il remporte le Championnat de France en 2024 et 2025 avec le Stade toulousain. 

## Biographie

### Jeunesse et formation
Natif de Lourdes, Mathis Castro Ferreira grandit dans une famille pratiquant le rugby à XV. De ce fait, à quatre ans, il commence ce sport au Stade olympique maubourguetois rugby, à Maubourguet,.
En 2018, il rejoint le centre de formation du Stade toulousain.
En janvier 2023, il est sélectionné pour la première fois avec l'équipe de France des moins de 20 ans pour le Tournoi des Six Nations. Plus tard cette année-là, en juin, il est convoqué pour le Championnat du monde junior 2023. Les Français atteignent la finale où  ils affrontent l'Irlande.  Mathis Castro-Ferreira entre en jeu durant cette rencontre qui voit les Bleuets s'imposer largement sur le score de 50 à 14.
En parallèle, il joue avec les espoirs du Stade toulousain qui atteignent du Championnat de France espoirs en 2023 et affrontent l'Union Bordeaux Bègles. Il est titulaire en troisième ligne, aux côtés de Clément Sentubéry et Théo Ntamack. Toulouse s'impose 43 à 7. Il remporte ainsi cette compétition pour la seconde fois de sa carrière,.

### Carrière professionnelle
En début de saison 2023-2024, au mois de septembre 2023, Mathis Castro-Ferreira joue son premier match professionnel en Top 14 lors d'un déplacement contre Oyonnax Rugby en remplaçant Léo Banos,. En février 2024, il est nommé capitaine de la sélection des moins de 20 ans pour le Tournoi des Six Nations,. Il fait ensuite partie du XV du mois du Top 14 pour le mois de février 2024. Malgré un première saison professionnelle, durant laquelle il se révèle, marquant neuf essais en quinze matchs, il n'est pas dans le groupe du Stade toulousains pour les phases finales du Championnat de France et de la Champions Cup. En fin de saison, Toulouse remporte la finale du Top 14, battant l'Union Bordeaux Bègles sur le score de 59 à 3. Bien qu'il ne participe pas à cette rencontre, il remporte son premier titre de champion de France.
À la fin de cette saison, il est rappelé en équipe de France des moins de 20 ans pour disputer le Championnat du monde junior 2024. Encore une fois les Bleuets se qualifie en finale, après avoir notamment éliminé la Nouvelle-Zélande en demi-finale grâce à trois essais de Mathis Castro-Ferreira. Il est ensuite titularisé lors de la finale perdue 21 à 13 contre l'Angleterre,.
Lors d'un match amical de présaison contre l'USA Perpignan, il se blesse au sinus, lui faisant ainsi manquer le début de saison 2024-2025.

## Palmarès

### En club
- Stade toulousain
  - Vainqueur du Championnat de France espoirs en 2023
  - Vainqueur du Championnat de France en 2024[N 1] et 2025[N 1]

### En équipe nationale
- France -20
  - Vainqueur du Championnat du monde junior en 2023
  - Finaliste du Championnat du monde junior en 2024